# Distretto di Tha Teng
Il distretto di Tha Teng è uno dei quattro distretti (mueang) della provincia di Xekong, nel Laos. Ha come capoluogo la città di Tha Teng.